# Magic 2011
Magic 2011 lub Magic: The Gathering 2011 Core Set – dwunasta w historii edycja główna kolekcjonerskiej gry karcianej - Magic: the Gathering. Imprezy przedpremierowe odbyły się 10 lipca, uczestnicy  otrzymywali specjalnie na tę okazję przygotowane, foliowane karty promocyjne Sun Titan z alternatywnym rysunkiem. Premiera miała miejsce 16 lipca 2010 roku, uczestnicy specjalnie na tę okazję przygotowane, foliowane karty promocyjne Ancient Hellkite z alternatywnym rysunkiem.

## Szczegóły edycji
Tak jak poprzednia edycja główna (Magic 2010), tak i ta w około 50% składa się z nowych, nigdzie wcześniej niedrukowanych kart. Edycja ta posiada karty z niestandardową zdolnością Scry, która nie pojawi się już w Magic 2012.

### Zmiany w zasadach
- Deathtouch, od teraz każde obrażenia zadane przez stwora z tą zdolnością są traktowane jako lethal damage (pl. obrażenia śmiertelne).

## Talie wprowadzające
Począwszy od tej edycji, talie wprowadzające (ang. Intro Pack) będą znów liczyły 60 kart oraz booster.
Nazwa - Kolory, karta w wersji foil
- Blades of Victory - (Biało/Czarna), Angelic Arbiter
- Stampede of Beasts - (Zielono/Czerwona), Overwhelming Stampede
- Reign of Vampirism - (Czarno/Zielona), Captivating Vampire
- Breath of Fire - (Niebiesko/Czerwona), Ancient Hellkite
- Power of Prophecy - (Biało/Niebieska), Conundrum Sphinx